# 1542 Schalén
1542 Schalén este un asteroid din centura principală, descoperit pe 26 august 1941, de Yrjö Väisälä.